# グレイグー
グレイグー（もしくはグレイ・グー。英語: gray goo; 「灰色のどろどろ」といった意味）とは、自己増殖性を有するナノマシンが、全てのバイオマスを使って無限に増殖することによって地球上を覆う世界の終焉を想定した架空の事象。エコファジー（「環境（生命維持環境）を食べる」の意）という事象の一種である。
自己複製機械自体は、もともと数学者のジョン・フォン・ノイマンが提唱していた。そこからグレイ・グーという事象を想定し名付けたのは、ナノテクノロジーのパイオニアであるK・エリック・ドレクスラーで、1986年に発刊した著書「Engines of Creation」の中でのことであった。2004年に彼は「『グレイ・グー』という言葉が、一度として使われない事を祈る」と述べている。この用語は、科学雑誌「オムニ」1986年11月号にも取り上げられ、一般的に知られるようになった。

## 概要
グレイ・グーという語彙は自己複製可能な分子ナノテクノロジーが制御できない状況下で無限に増殖する可能性のある事態を指しており、1986年にK・エリック・ドレクスラーが自身の著作であるEngines of Creation: The Coming Era of Nanotechnology（創造する機械 — ナノテクノロジー）で使用した。
自然界においては天敵が存在して均衡が維持されているものの、既存の生態系に属さないナノマシンであれば起こる可能性があるとされる。一方、増殖に必要な資源やエネルギーを環境中から取り出す事は容易ではないため、単なる絵空事であり、杞憂に過ぎないとの意見も散見される。

## グレイ・グーが発生する作品
自己増殖する物体による危機を描いた物語の初期の例として、2世紀頃のサモサタのルキアノスの詩『嘘好き Philopseudes』に基づきゲーテが書き上げたバラード『魔法使いの弟子』がある。この物語では魔法使いの弟子が箒に魔法をかけて水汲みの仕事をさせるが、箒は水が溢れても仕事をやめなかった。箒を止める魔法を知らない弟子は箒を鉈で破壊しようとするが、2つに分裂したことで余計に水が溢れる。帰ってきた魔法使いが強制停止命令の魔法を出すことで箒を止め、窮地を救う。元になったルキアノスの詩では2つ以上に増殖することはなかったが、1940年のウォルト・ディズニーのアニメ映画『ファンタジア』ではミッキーマウスによって粉々に粉砕された破片ひとつひとつが元の箒の形に復元し、大量の箒達によって建物が洪水状態になってしまうという姿が描かれている。
- 酉島伝法『皆勤の徒』の描く奇怪な世界では、「塵機」と呼ばれる大量の汎用ナノマシンが暴走したあげくあらゆる物を飲み込み、「溟渤」と呼ばれる灰色の海を形成して地表のほとんどを覆っている。この世界は実は地球の未来の姿である。
- コミック「銃夢 LastOrder」において、Dr.ジャン・ヴァレスによるナノマシンテロにより水星は生物が住めないナノマシンの海になり果てる。
- コミック「ドラえもん」において、物質を複製する「バイバイン」により無限に増殖する栗饅頭により地球が飲みこまれる危険が発生。栗饅頭を宇宙の果てに捨てることで解決を図ろうとする。
- コミック「うちゅう人田中太郎」では、主人公である太郎を模したロボット型玩具が自己増殖を始め、止める手段が無いことを告げられたのち地球が埋め尽くされるというギャグシーンがある。
- コミック「真夏のグレイグー」[10]では、研究所外に出たナノマシンの爆発的自己増殖現象から逃れる人々が描かれている。